# والتر مكينون
والتر مكينون (بالإنجليزية: Walter McKinnon)‏ هو عسكري نيوزلندي، ولد في 8 يوليو 1910 في إنفركارجل في نيوزيلندا، وتوفي في 20 مايو 1998 في ويلينغتون في نيوزيلندا.